# Aero Lloyd
Aero Lloyd war eine deutsche Fluggesellschaft mit dem Sitz in Oberursel (Taunus) und der Basis auf dem Flughafen Frankfurt Main.

## Geschichte

### 1980er-Jahre

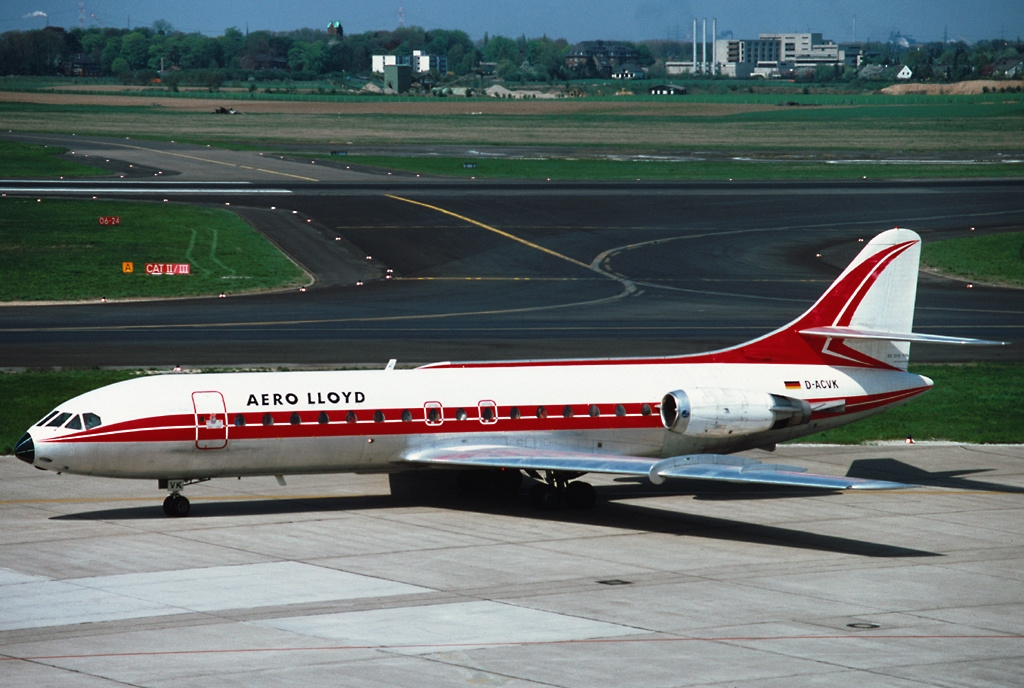
Sud Aviation Caravelle der Aero Lloyd, Düsseldorf 1983

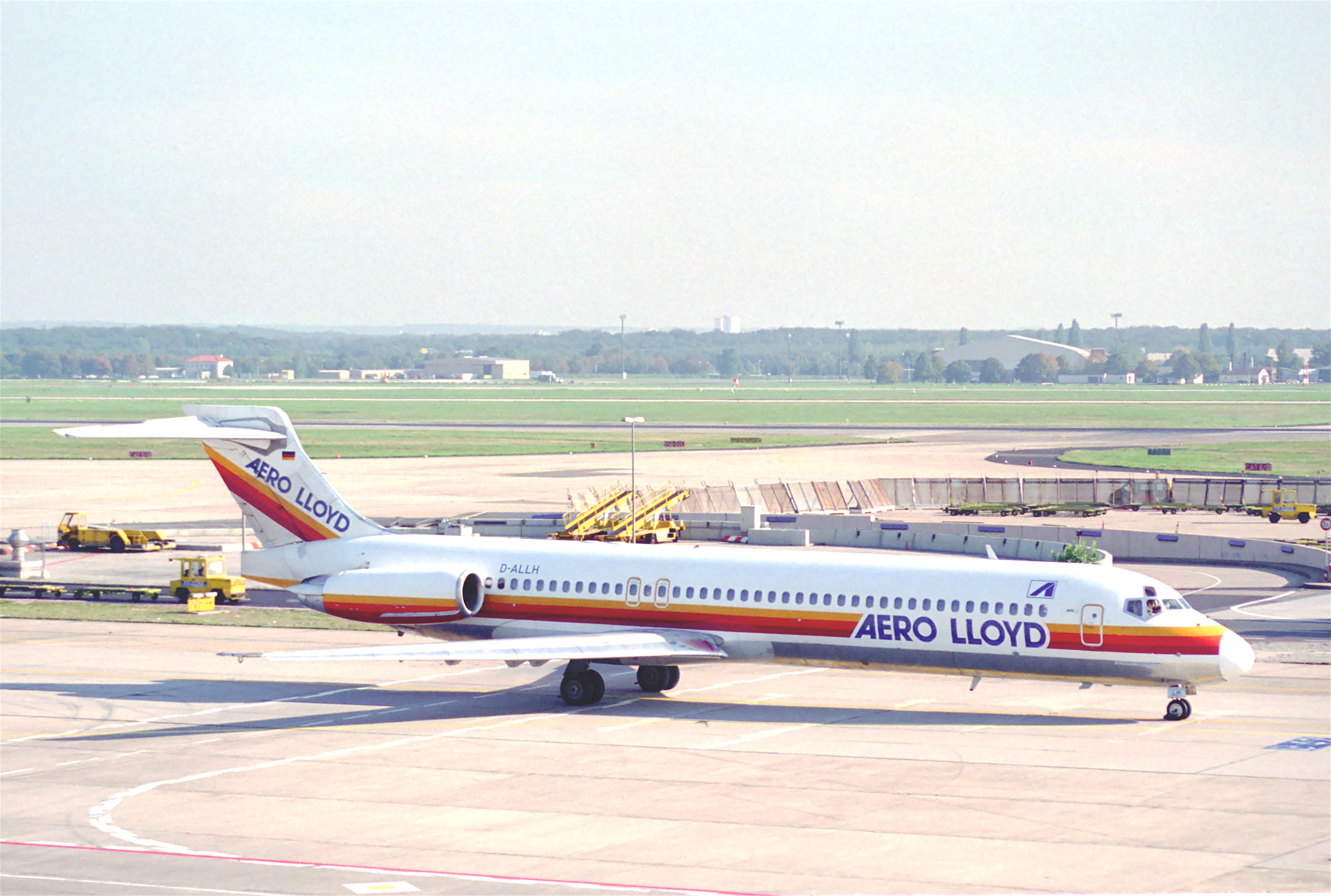
McDonnell Douglas DC-9-87 (MD-87) der Aero Lloyd 1995 auf dem Frankfurter Flughafen

Im Jahr 1979 wurde Aero Lloyd durch drei Investoren, darunter dem früheren Geschäftsführer von Germanair und OLT, Christian Baron von Kaltenborn-Stachau, als Charterfluggesellschaft mit Sitz in Frankfurt am Main gegründet. Im Juni 1980 bekam Aero Lloyd die Genehmigung, auch Linienflüge durchführen zu dürfen. Am 2. Dezember 1980 stellte die Aero-Lloyd Luftverkehrsgesellschaft mbH ihren Flugbetrieb ein.
Bereits am 20. Dezember wurde durch die neuen Gesellschafter Deutsche Luftfahrt Leasing und Air Charter Market eine Nachfolgegesellschaft gegründet, die den Namen Aero Lloyd aus der Konkursmasse erwarb und als Aero Lloyd Flugreisen GmbH & Co. Luftverkehrs KG firmierte. In der Folge wurde der Kurs von Aero Lloyd wesentlich durch Bogomir Gradisnik geprägt. Am 1. April 1981 wurde der Flugbetrieb mit Charterflügen von Frankfurt nach Tunesien und Griechenland aufgenommen.
Teil der Flotte waren anfangs drei Sud Aviation Caravelle 10R für je 99 Passagiere, im ersten Quartal 1982 erweiterte man die Flotte um drei geringfügig größere Douglas DC-9-32 mit 119 Sitzen. Ab April 1986 kamen McDonnell Douglas DC-9-83 (MD-83) mit 167 Sitzen und ab März 1988 insgesamt vier DC-9-87 (MD-87) mit 137 Sitzen zum Einsatz. Aus diesem Typ bestand in den nächsten Jahren der Großteil der Aero-Lloyd-Flotte.
Ab Anfang 1988 bemühte sich Aero Lloyd um eine Genehmigung für innerdeutsche Linienflüge. Nach deren Erteilung im Sommer 1988 wurde am 31. Oktober der Linienflugbetrieb aufgenommen. Aufgrund der schlechten Auslastung von nur 16 % bezeichnete Die Zeit die Maschinen als „Geisterflugzeuge“. Als Grund für den Misserfolg wurden das Verhalten der Lufthansa, die geringen Frequenzen sowie die „dilettantische Werbepolitik“ genannt.

### 1990er-Jahre

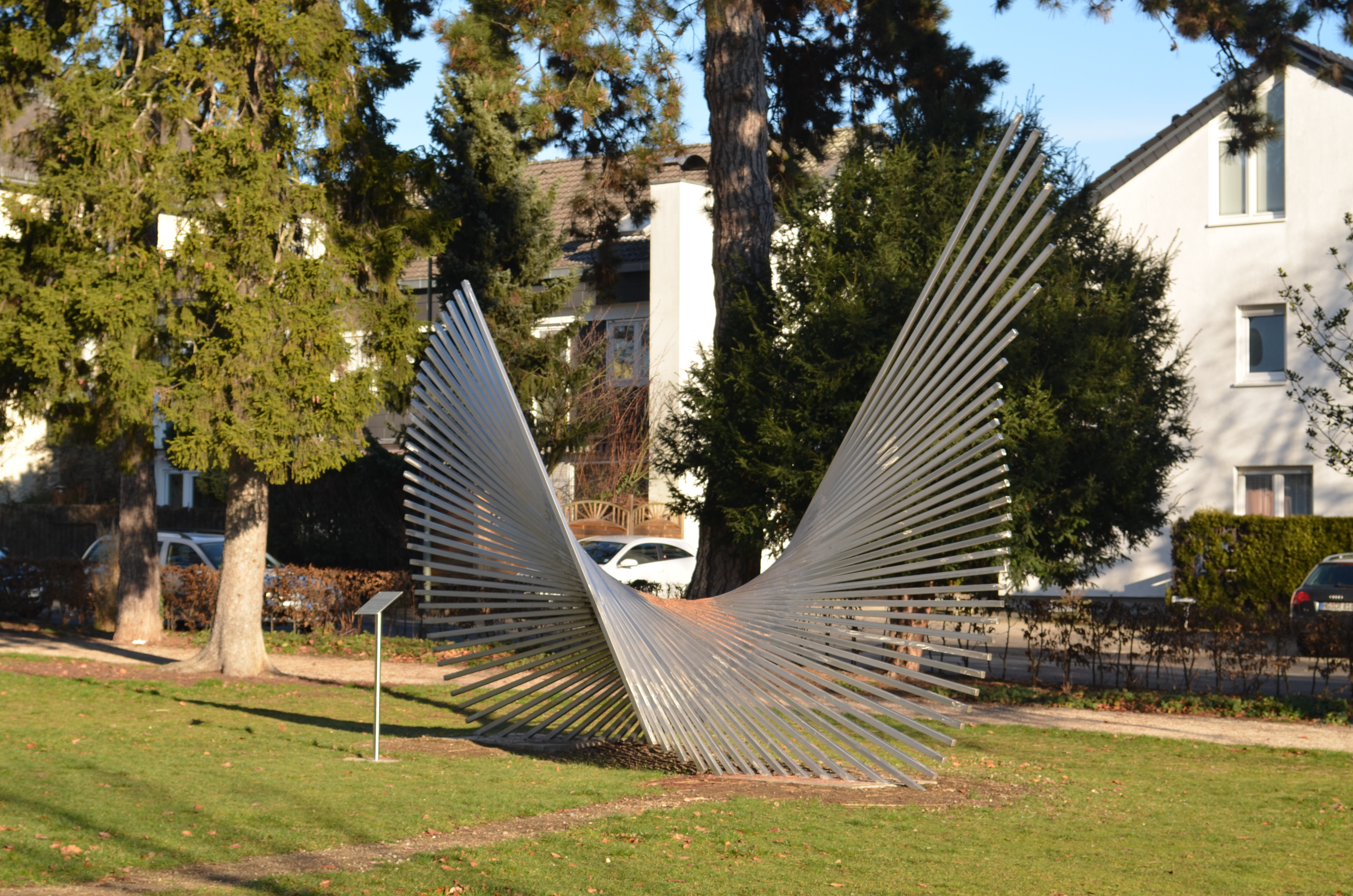
Die 47 Edelstahlstangen der Skulptur Ikarus vor dem Haupteingang von Aero Lloyd sollten die 47 Zielorte, die von der Fluggesellschaft angeflogen wurden, symbolisieren. Die Skulptur steht heute in der Adenauerallee

Im Februar 1990 wurde der Sitz von Frankfurt nach Oberursel im Taunus verlegt. Im Jahr 1991 wollte Aero Lloyd ins Langstreckengeschäft einsteigen, bestellte dafür zwei McDonnell Douglas MD-11 und zeichnete Optionen für zwei weitere Exemplare, die Flugzeuge wurden jedoch nie übernommen. Stattdessen entschied sich Aero Lloyd 1996 zu einem radikalen Flottenwechsel und wurde mit einer Bestellung von 16 Flugzeugen der Airbus-A320-Familie Kunde von Airbus.
Im Jahr 1998 übernahm die Bayerische Landesbank mit 66 Prozent die Mehrheit am Unternehmen mit der Absicht, sie an einen strategischen Käufer weiterzuveräußern. Die Bayerische Landesbank war zugleich der größte Kreditgeber.

### Insolvenz

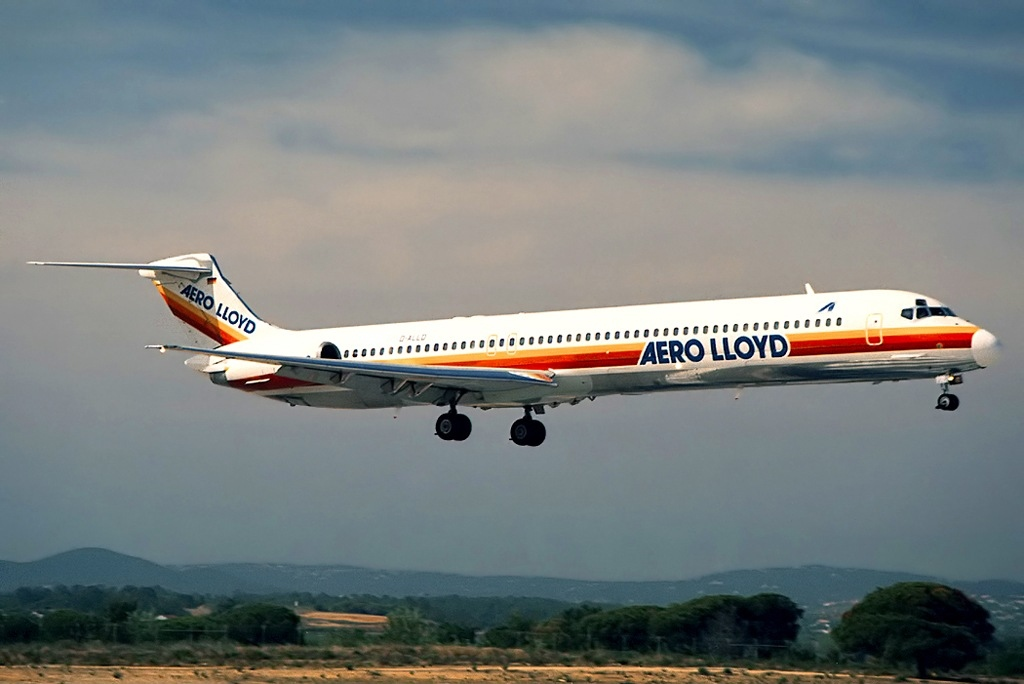
Eine McDonnell Douglas DC-9-83 (MD-83) der Aero Lloyd, Faro 1994

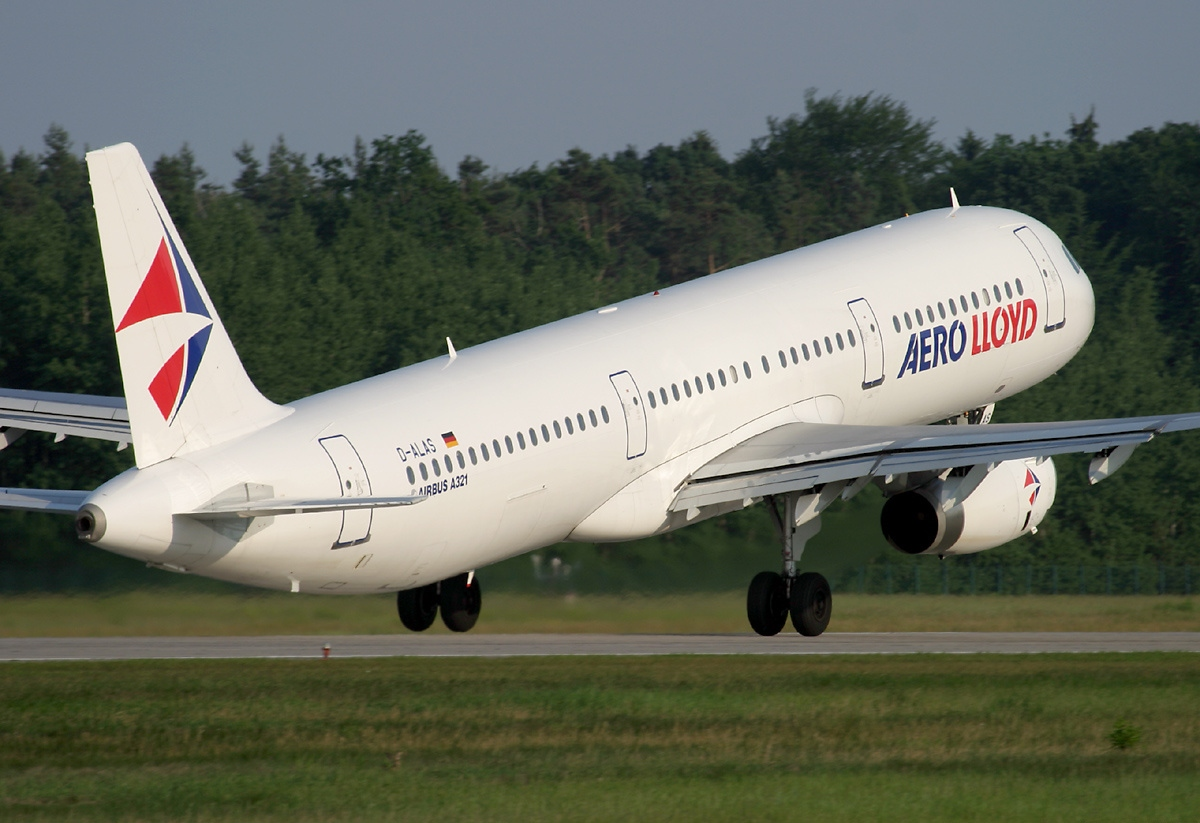
Ein Airbus A321 der Aero Lloyd, Frankfurt 2003

Im Jahr 2000 lag die Umsatzrendite unter einem Prozent und damit unter dem Branchenschnitt, 2001 musste die Bayerische Landesbank einen Kredit in Höhe von 20 Millionen Euro zur Sicherstellung der Liquidität gewähren. Aero Lloyd erreichte 2002 zwar einen Marktanteil von etwa 12 Prozent, litt aber unter den Überkapazitäten am Markt.
Am 16. Oktober 2003 meldete Aero Lloyd beim zuständigen Amtsgericht Bad Homburg v. d. Höhe Insolvenz an und stellte den Flugbetrieb mit sofortiger Wirkung ein. Demonstrationen der Mitarbeiter zum Erhalt ihrer Arbeitsplätze, u. a. vor der Zentrale der Bayrischen Landesbank in München, fanden statt. Die Einleitung des Insolvenzverfahrens war nötig geworden, nachdem die Bayerische Landesbank das vorgelegte Sanierungskonzept abgelehnt hatte. Etwa 300 der 1400 Mitarbeiter wurden in die neugegründete Nachfolgegesellschaft Aero Flight übernommen.

### Seit 2012
Die Marke Aero Lloyd wurde seit 2012 für eine Online-Reiseplattform genutzt. Mittlerweile steht die Marke Aero Lloyd zum Verkauf.

## Ziele
Obwohl die Fluggesellschaft ab 1980 auch Linienflüge durchführen durfte, lag der Schwerpunkt im Charterverkehr. Dabei flog Aero Lloyd in erster Linie die klassischen Urlaubsregionen am Mittelmeer an, besonders nach Griechenland, Spanien, Ägypten und in die Türkei.

## Flotte

### Flotte bei Betriebseinstellung
Vor Einstellung des Betriebs bestand die Flotte der Aero Lloyd mit Stand Oktober 2003 aus 22 Flugzeugen:

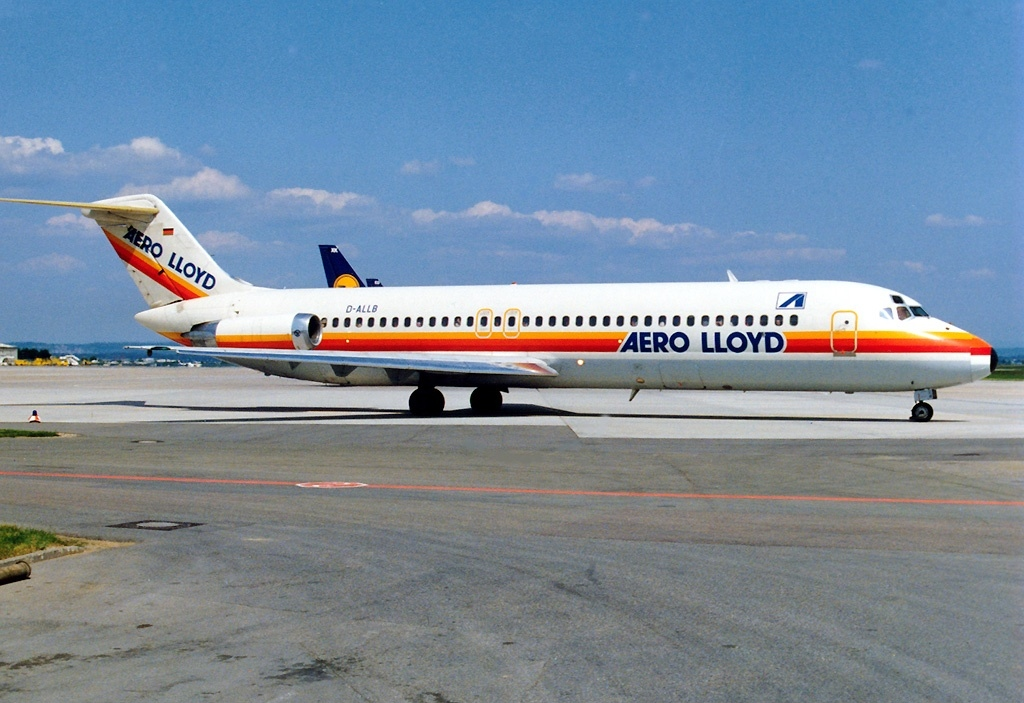
Douglas DC-9-32 der Aero Lloyd 1995, Stuttgart 1992

- 10 Airbus A320-200
- 12 Airbus A321-200

### Zuvor eingesetzte Flugzeuge
Im Laufe ihres Bestehens betrieb Aero Lloyd auch folgende Flugzeugtypen:
- Douglas DC-9-30
- McDonnell Douglas DC-9-82 (MD-82)
- McDonnell Douglas DC-9-83 (MD-83)
- Sud Aviation Caravelle

## Aero Lloyd Austria
Die Aero Lloyd Austria Luftfahrt GmbH wurde im Frühjahr 2003 von Aero Lloyd (mit einer Beteiligung von 48,75 %) und privaten Investoren (51,25 % Michael Wolkenstein/Satel Filmproduzent) gegründet und erhielt am 29. April 2003 eine österreichische Luftfahrtlizenz.
Da Aero Lloyd lediglich eine Minderheitsbeteiligung hielt, war Aero Lloyd Austria von der Insolvenz der deutschen Gesellschaft nicht betroffen. Der Flugbetrieb musste aber trotzdem eingestellt werden, da alle Flugzeuge von Aero Lloyd Deutschland angemietet waren.
Im November 2003 übernahm dann Niki Lauda die Mehrheit an der Aero Lloyd Austria, (insgesamt übernahm er 78 %, u. a. auch die Anteile von Michael Wolkenstein) um eine neue Billigfluggesellschaft aufzubauen, die dann mit zwei ehemaligen Aero-Lloyd-Airbussen am 28. November 2003 ihren ersten Flug für Thomas Cook nach Teneriffa durchführte. 2017 musste die NIKI Luftfahrt GmbH ebenfalls Insolvenz anmelden.